# بلغاريا العظمى القديمة
بلغاريا العظمى القديمة أو بلغاريا العظمى (باللغة اليونانية في العصور الوسطى : Παλαιά Μεγάλη Βουλγαρία) كانت إمبراطورية رحل من القرن السابع أسسها الأونوغر البلغار في غرب سهوب بونتيك - قزوين ( جنوب أوكرانيا وجنوب غرب روسيا اليوم). موقع بلغاريا العظمى في الأصل هو بين نهر دنيستر ونهر فولغا السفلي. 
كانت العاصمة في البداية هي مدينة باناجوريا  الواقعة في شبه جزيرة تامان بين البحر الأسود وبحر آزوف. في منتصف القرن السابع ، توسعت بلغاريا العظمى غربًا وضمت أراضي شعوب آفار أوراسيا وتمركزت في بولتافا. لكن خلال أواخر القرن السابع ، هُزم البلغار من قبل تحالف آفار أوراسيا في من جهة الغرب والخزر من جهة الشرق ، وتفككت بلغاريا العظمى إلى الإمبراطورية البلغارية الأولى وبلغار الفولغا.